# Mundial S.A.
A Mundial S/A é um grupo empresarial brasileiro formado pelas industriais Eberle S/A, fundada em 1896, e Zivi S/A, fundada em 1931. A Mundial produz instrumentos como tesouras, arquivos e pinças; prendedores de vestuário, como botões, rebites e ilhóses.
Em 1985, a Eberle fundiu-se com o grupo Zivi e, a partir de 2003 o grupo foi renomeado Mundial S/A, passando por uma larga reestruturação e organizando sua atuação em diversas áreas de negócios, dentre elas beleza pessoal, utensílios domésticos, equipamentos de hidroterapia e hidrolazer e acessórios para a indústria de moda.. Em 2008, a Mundial S.A. adquiriu a fabricante de cosméticos Impala.
O grupo possui capital aberto, com ações negociadas diariamente na B3.